# Demografia de San Marino
A República de San Marino é um pequeno estado de apenas 61,5 km². Possui cerca de 30.926 habitantes (estimativa de 2007), tendo assim uma densidade populacional de 481 habitantes/km². 
A população, composta basicamente por san-marinenses nativos e italianos, encontra-se em contínuo crescimento: no primeiro recenseamento (1864) era de 7.080, no segundo (1874) de 7.464, no terceiro (1899 de 9.359, no quarto (1947) de 12.100 e, no quinto (1976), de 12.284.
Os san-marinenses que residem no estrangeiro são cerca de 17.000 enquanto que os estrangeiros que residem em San Marino são 1.000, aproximadamente.

## Estatísticas
Estrutura da população por faixa etária (estimativa de 2005)
- 0-14 anos: 16,7% (M: 2.482; F: 2.328)
- 15-64 anos: 66,5% (M: 9.255; F: 9.943)
- 65 anos ou mais: 16,9% (M: 2.106; F: 2.766)

Idade média (estimativa de 2005)
- masculino: 39,91 anos
- feminino: 40,65 anos
- conjunto da população: 40,29 anos

Taxa de crescimento da população: 1,3% (estimativa de 2005)
Taxa de natalidade: 10,18 /1.000 hab. (estimativa de 2005)
Taxa de mortalidade: 8,07 /1.000 hab. (estimativa de 2005)
Taxa de fertilidade: 1,33 (estimativa de 2005)
Taxa de mortalidade infantil (estimativa de 2005)
- masculino: 6,16 /1.000 nascidos vivos
- feminino: 5,26 /1.000 nascidos vivos
- conjunto da população: 5,73 /1.000 nascidos vivos

Expectativa de vida ao nascer (estimativa de 2005)
- masculino: 78,13 anos
- feminino: 85,43 anos
- conjunto da população: 81,62 anos

Estrutura da população por gênero (estimativa de 2005)
- ao nascer: 1,09M/1F
- abaixo de 15 anos: 1,07M/1F
- 15-64 anos: 0,93M/1F
- mais de 64 anos: 0,76M/1F
- conjunto da população: 0,92M/1F

Religião: católica 88,7%; pentecostal 1,8%; outras 9,5% (2000)
Língua: italiano, romagnolo

## Fora do território
Existem hoje cerca de 17.000 san-marinenses que residem no exterior, a maioria na Itália, basicamente nas regiões de Emilia Romagna e Marche. Essa cifra eleva, dessa maneira, o número de cidadãos san-marinenses a quase 45.231. 
Toda comunidade de residentes no exterior deve obter o reconhecimento jurídico do Consiglio dei XII. Atualmente são 6.695 os san-marinenses inscritos pelas várias comunidades espalhadas pelo mundo. A maior delas é a de Detroit que conta com cerca de mil inscritos.

## Estrangeiros em San Marino
Os estrangeiros constituem 15% da população de San Marino. Desses, 10% são italianos.
| Município (Castello) | Estrangeiros |
| -------------------- | ------------ |
| San Marino           | 612          |
| Acquaviva            | 351          |
| Borgo Maggiore       | 972          |
| Chiesanuova          | 205          |
| Domagnano            | 450          |
| Faetano              | 180          |
| Fiorentino           | 318          |
| Montegiardino        | 114          |
| Serravalle           | 1.800        |
| TOTAL                | 5.002        |

Fonte:Segreteria di Stato per i Rapporti con le Giunte di Castello - Dados de 2003